# Stubbs (Wisconsin)
Stubbs – miasto w Stanach Zjednoczonych, w stanie Wisconsin, w hrabstwie Rusk.